# Gabriele Giordano Caccia
Gabriele Giordano Caccia (Milão, 24 de fevereiro de 1958) é um prelado italiano da Igreja Católica que trabalha no serviço diplomático da Santa Sé. Trabalhou nos escritórios da Secretaria de Estado e atuou como Núncio Apostólico no Líbano e nas Filipinas. Ele foi nomeado Observador Permanente da Santa Sé nas Nações Unidas em 2019.

## Biografia
Caccia nasceu em Milão, mas viveu muitos anos em Cavaria con Premezzo. Foi ordenado sacerdote em 11 de junho de 1983 pelo cardeal Carlo Maria Martini e serviu na paróquia de São João Bosco em Milão até 1986. Frequentou a Pontifícia Academia Eclesiástica e obteve o Doutorado em Teologia Sacra (STD) e a Licenciatura em Direito Canônico (JCL) pela Pontifícia Universidade Gregoriana. Entrou para o serviço diplomático da Santa Sé em 1 de julho de 1991 e foi nomeado adido na Nunciatura Apostólica na Tanzânia.
Em 11 de junho de 1993 voltou a Roma para trabalhar na Seção de Assuntos Gerais da Secretaria de Estado do Vaticano. Em 17 de dezembro de 2002 foi nomeado Assessor para os Assuntos Gerais da Secretaria de Estado, onde trabalhou com o Arcebispo Leonardo Sandri e, a partir de 2007, com o Arcebispo Fernando Filoni.
Em 16 de julho de 2009, o Papa Bento XVI o nomeou Núncio Apostólico no Líbano e Arcebispo Titular de Sepino. Ele foi consagrado pelo Papa em 12 de setembro de 2009, com os cardeais Tarcisio Bertone e William Levada como co-consagradores. Em 12 de setembro de 2017, o Papa Francisco o nomeou Núncio Apostólico nas Filipinas.
Em 16 de novembro de 2019, o Papa Francisco nomeou-o observador permanente da Santa Sé nas Nações Unidas.

## Honras
- ligação=Grã-Cruz da Ordem de Sikatuna, Grau de Datu, Distinção Ouro, concedida pelo Presidente das Filipinas Rodrigo Duterte em 11 de dezembro de 2019.[6]